# Bitwa pod Wogastisburgiem
Bitwa pod Wogastisburgiem – bitwa między oddziałami słowiańskiego państwa Samona a wojskami Franków, która miała miejsce w 631 lub 632 roku.

## Przed bitwą
Według frankijskiego kronikarza Fredegara przyczyną zatargu pomiędzy Frankami a Państwem Samona było obrabowanie i zamordowanie przez Słowian frankijskich kupców. W odpowiedzi Dagobert I wysłał posła Sychariusza do Samona, domagając się odszkodowania za zbrodnię na kupcach. Samon odmówił jednak przyjęcia Sychariusza. Sychariusz jednak zastosował fortel, w przebraniu słowiańskim wmieszał się w tłum i udało mu się stanąć przed Samonem.
Wedle relacji Fredegara, Sychariusz zażądał od Samona złożenia hołdu Dagobertowi. Gdy Samon w odpowiedzi zażądał deklaracji przymierza, usłyszał od Sychariusza że nie jest możliwe, aby chrześcijanie i słudzy Boży zawierali przyjaźń z psami. Po tej odpowiedzi Samon odprawił posła.
Na wieść o odrzuceniu żądań przez Samona, Dagobert rozpoczął przygotowania do wojny, zawierając sojusz z Longobardami i Alemanami.

## Bitwa
Alemanowie i Longobardowie uderzyli na Państwo Samona niezależnie od Franków, odnosząc zwycięstwo i uprowadzając znaczną ilość jeńców.
Armia Franków zmierzyła się ze Słowianami pod Wogastisburgiem. Trzydniowa bitwa zakończyła się druzgocącą klęską wojsk frankijskich, które poniosły dotkliwe straty i w popłochu rzuciły się do ucieczki.

## Konsekwencje
Po zwycięstwie pod Wogastisburgiem Słowianie dokonali szeregu dotkliwych dla Franków wypraw łupieżczych na Turyngię. Spod zwierzchności frankijskiej wyswobodził się wówczas książę Serbów łużyckich Derwan, zawierając sojusz z Samonem (możliwe jest, że Derwan wypowiedział posłuszeństwo Frankom wcześniej i w trakcie samej bitwy jego wojska brały udział po stronie Samona).

## Lokalizacja bitwy
Do dzisiaj nieznana jest lokalizacja Wogastisburga. Pojawiały się koncepcje lokalizujące miejscowość na Morawach, w Czechach, we Frankonii, w Bawarii lub nawet w Karyntii. Zdaniem profesora Gerarda Labudy Wogastisburg nie był grodem, a jedynie tymczasowym umocnieniem, co uniemożliwiałoby jego lokalizację.